# Usine Gasse et Canthelou
L'usine Gasse et Canthelou est une ancienne manufacture désaffectée, méticuleusement réhabilitée en une résidence de standing, comprenant 88 appartements de type loft et duplex.  située au 17 rue Camille Randoing dans la commune d'Elbeuf, en France.

## Localisation
L'édifice est situé à Elbeuf, commune du département français de la Seine-Maritime, 17 rue Camille-Randoing.

## Historique
L'usine est fondée dans les années 1840 et est agrandie dans les années 1880. L'usine change de propriétaires à plusieurs reprises et fait l'objet de rénovations importantes à chaque fois.
L'usine ferme ses portes en 1967.
L'édifice est inscrit au titre des monuments historiques le 13 janvier 1994.
La réhabilitation de cette manufacture s’est déroulée en deux phases distinctes. La première a concerné la restauration de 58 logements situés dans la partie la plus ancienne, tandis que la seconde a vu l’aménagement de 23 logements au sein des sheds.

## Description
L'édifice est construit en briques, pierre ardoise et tuile.
Dans les bâtiments historiques, toutes les façades en brique, inscrites à l’Inventaire Supplémentaire des Monuments Historiques, ont été fidèlement reconstituées, y compris leurs décors d’origine. Les fenêtres d’époque ont été remplacées par des menuiseries en bois à double vitrage, conçues pour rappeler les anciennes fenêtres « à guillotine ».
Concernant les sheds, deux travées de toiture ont été supprimées afin de favoriser l’accès et l’apport de lumière naturelle dans les appartements. Seules la charpente métallique et les poteaux en fonte ont été conservés, en hommage à l’architecture industrielle. Les façades ont été repensées avec une ossature métallique apparente, habillée de briques de parement, en harmonie avec le caractère industriel du site. De larges baies vitrées métalliques, inspirées des anciens ateliers, illuminent les rez-de-chaussée et les étages. Enfin, dans le bâtiment central, un ascenseur panoramique a été installé, offrant une vue imprenable sur les toitures des sheds.

### Tournage cinéma
Coup pour coup de Marin Karmitz
- Ressource relative à l'architecture :   - Mérimée